# Kerselare
Kerselare is een gehucht in Edelare, een deelgemeente van de Belgische stad Oudenaarde. Kerselare is vooral bekend in de omgeving als bedevaartsoord.

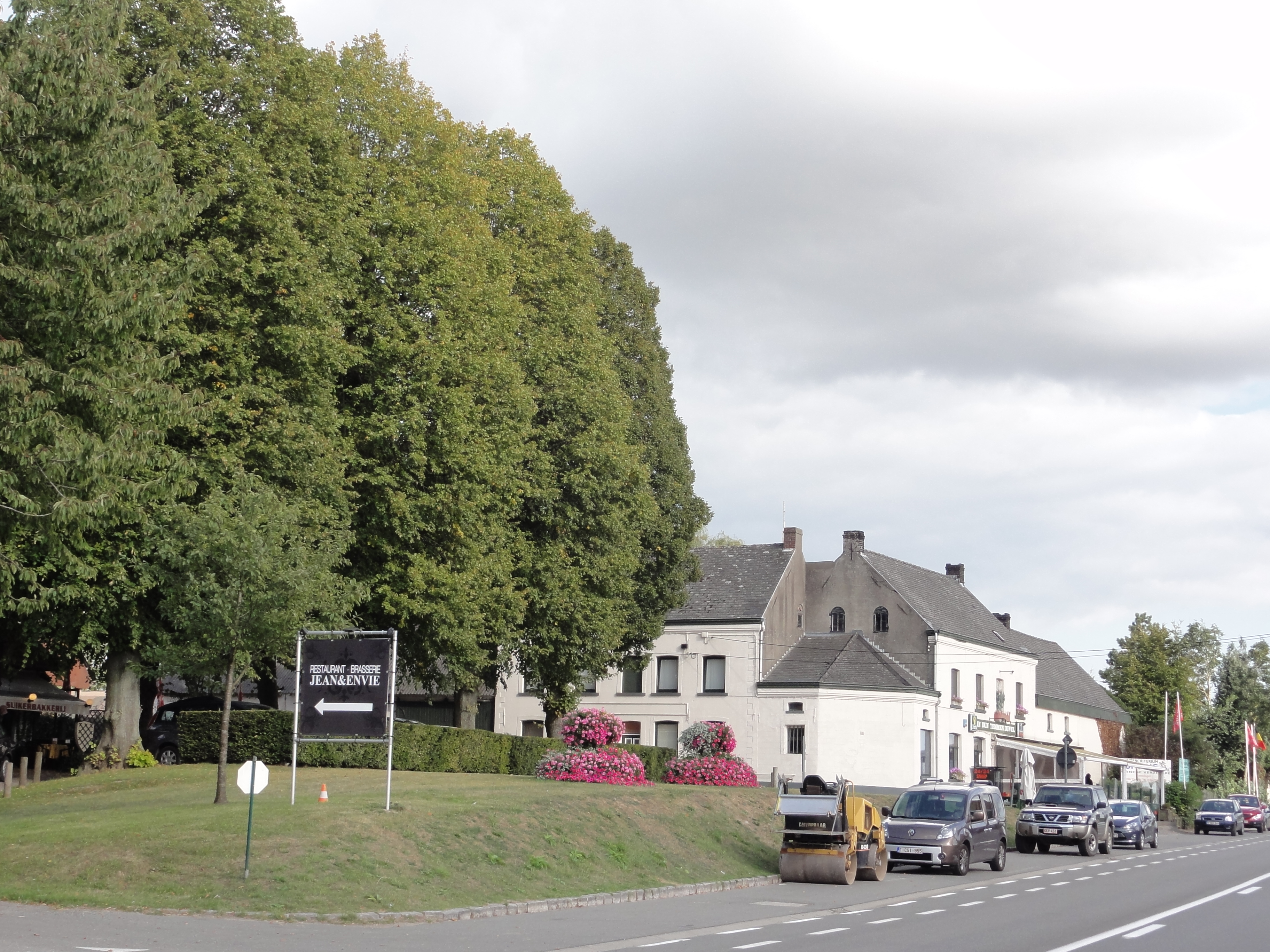
Kerselare en historische cafés "In Sint Hermes" en "In den temmen duvel"

## Bedevaartsoord

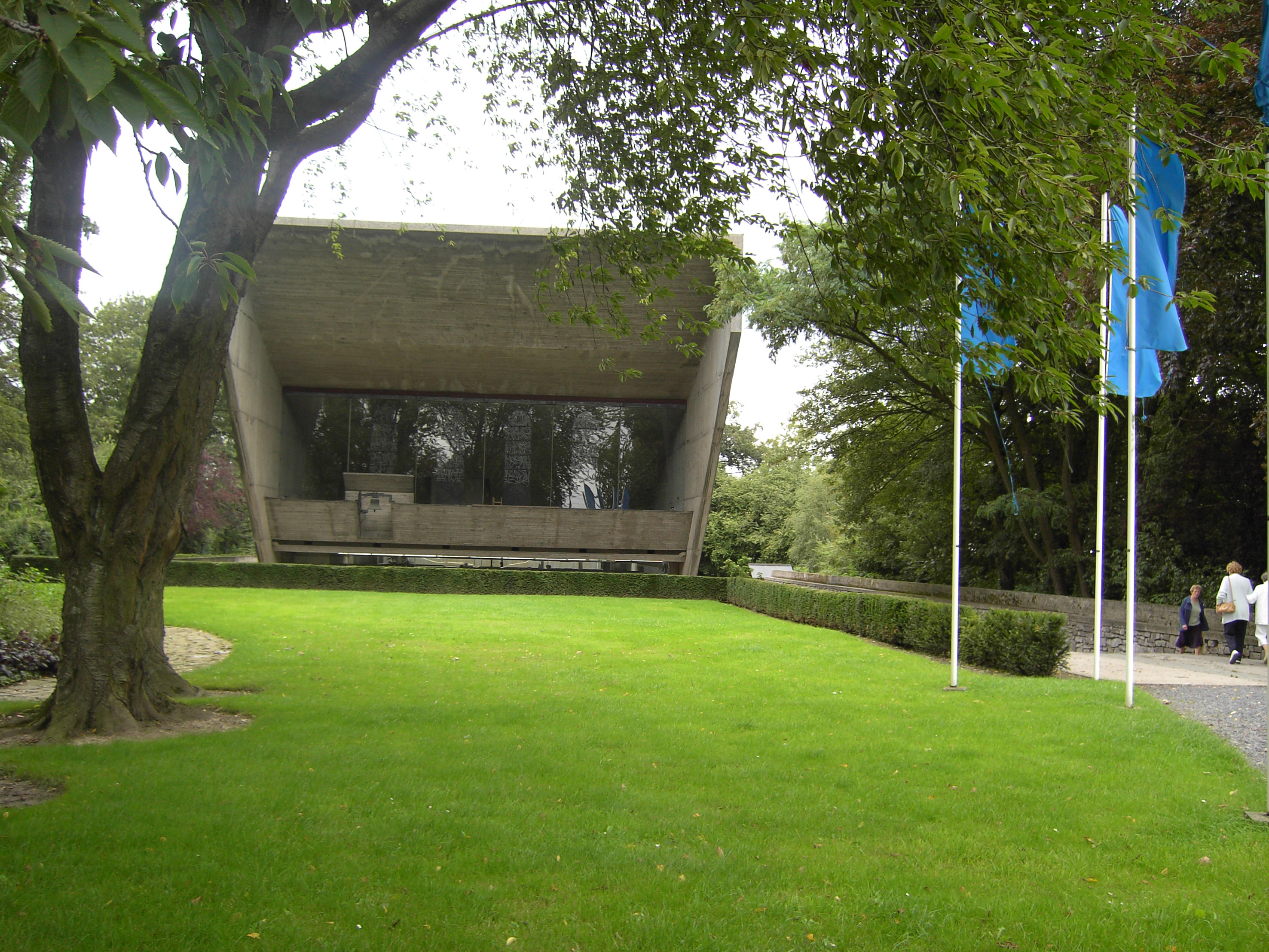
Kerselarekapel

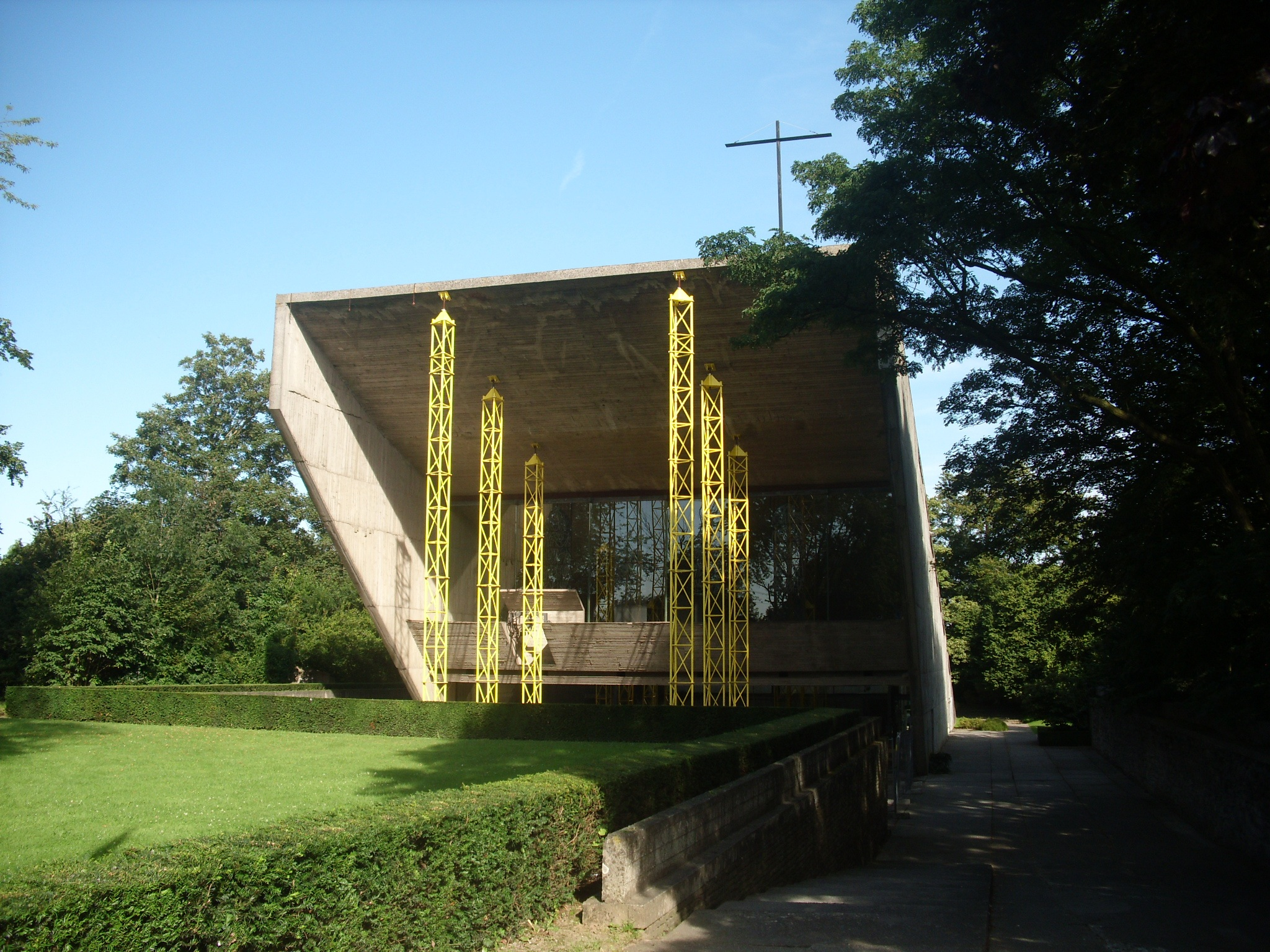
De kapel werd van 2012 tot 2020 zowel binnen als buiten gestut uit vrees voor instortingsgevaar door betonrot.

Op de Edelareberg, langs de baan N8 Oudenaarde-Brakel bevindt zich te Kerselare een bedevaartsoord ter ere van Onze-Lieve-Vrouw van Kerselare. Van oudsher kreeg de parochie Pamele-Oudenaarde het beheer van dit bedevaartsoord. Sinds 1953 wordt er op Hemelvaartsdag een autowijding gehouden en er is ook een jaarlijkse kermis waarop steevast lokale snoepjes, de lekkies, verkocht worden, alsmede gedroogde wijting.
- 1441 Eerste beeldje aan de woning van de pastoor van Volkegem.
- 1452 Beeldje werd opgehangen aan een kerselaar boven op de Edelareberg.
- 1455 Bouw van een eerste houten kapelletje.
- 1460 Nadat het kapelletje afbrandde kwam er een nieuw gebouw.
- 1570 Een nieuwe en grotere kapel naast de bestaande.
- 1892 Kroning van Onze-Lieve-Vrouw van Kerselare.
- 1961 De kapel brandde af.
- 1966 Bouw van de huidige kapel.
- 2012 De kapel moet ondersteuning krijgen wegens betonrot.[1]

### Kapel

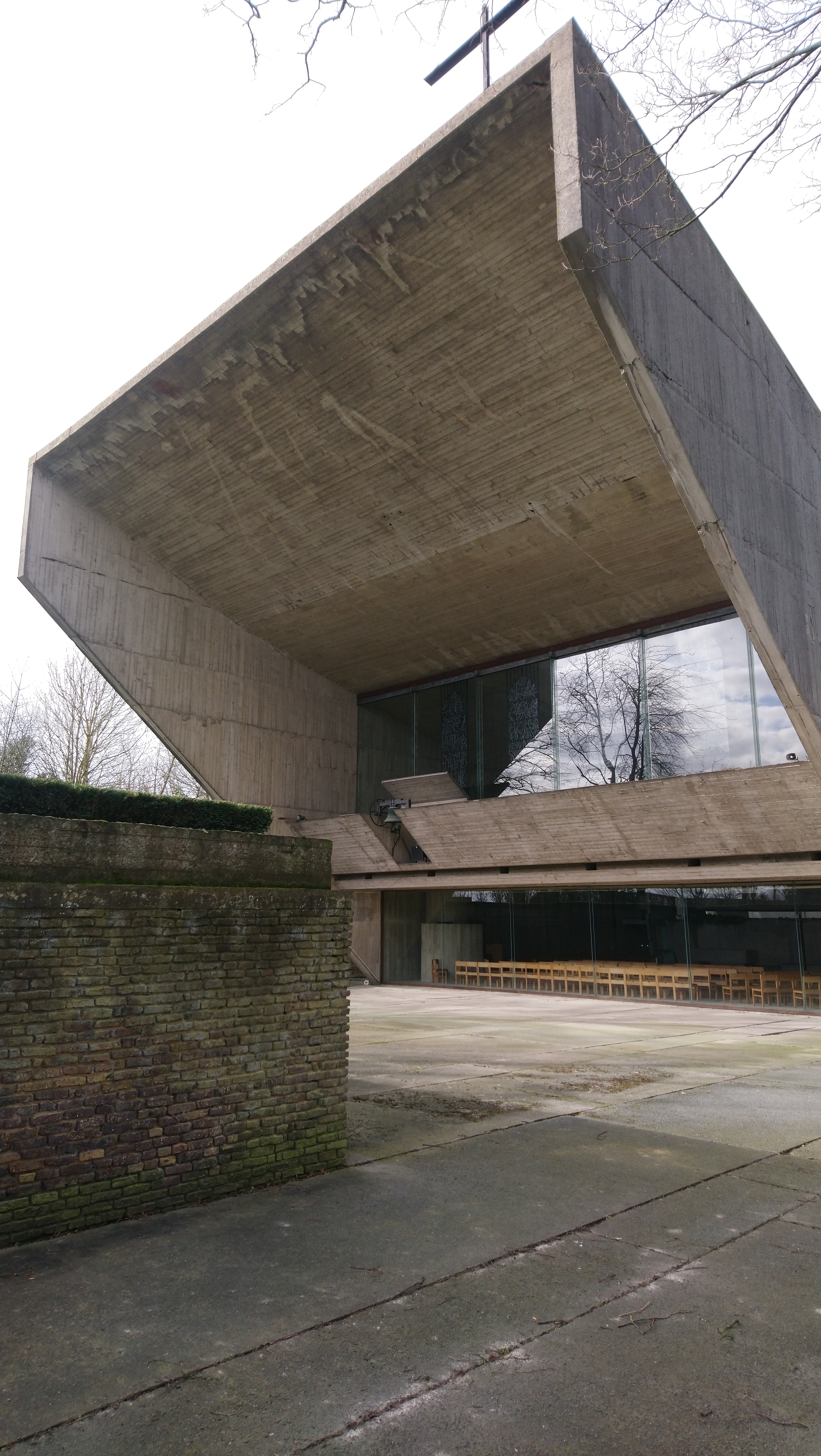
De kapel na verwijdering van de stutten begin 2020.

De architect van de huidige kapel is Juliaan Lampens, die bekend is om zijn minimalistische gebouwen in gewapend beton.
De ontwerper legde diverse plannen voor aan de opdrachtgever, de kerkfabriek, die zich kritisch opstelde ten opzichte van de vooruitstrevende architectuur van Lampens. Het uiteindelijke bouwplan herleidde de kapel tot een elementaire constructie, rekening houdend met de specifieke vereisten van een bedevaartsoord. Het plan werd door de architecten Langaskens en Lampens voorgelegd aan de KCML en op de vergadering van 8 oktober 1964 goedgekeurd.
De werken werden gestart op 14 oktober 1963. Op 30 april 1965 werd de eerste eredienst door pastoor Hye opgedragen in de nog niet volledig afgewerkte kerk. Bij de opening werd een mis, gecomponeerd door Norbert Rosseau, door de dansgroep Hoste uit Gent gedanst.
De kapel van Edelare, opgetrokken uit ruw zichtbeton, speelde in de Belgische architectuurgeschiedenis van de 20ste eeuw, en in het bijzonder in de kerkbouw, een voorname rol. De toepassing in België van gewapend beton in de kerkbouw vond reeds plaats tijdens het interbellum. De echte doorbraak van de religieuze betonarchitectuur, meestal in combinatie met baksteen, kwam er na de Tweede Wereldoorlog. De nieuwe constructieve mogelijkheden die het materiaal bood had ook zijn gevolgen voor de vormgeving. Slechts enkele kerken werden volledig van gewapend beton gebouwd. Door het gebruik van het onbewerkte “béton brut” werd Le Corbusier voorloper van de internationale stroming die in de moderne architectuur bekend is als brutalisme. Ook architect J. Lampens creëerde een kapel met een sculpturale vorm in brutalisme, opgebouwd uit ter plaatse gestorte verticale betonplaten met een zichtbare structuur van de houten bekisting, waardoor de esthetische eigenschappen van het materiaal ten volle benut werden. De kapel van architect Lampens vormt een uitzonderlijk voorbeeld van zuiver brutalisme in de kerkelijke bouwkunst.
Het gebouw bestaat uit vooral gewapend, ruw beton en glas. Binnenin zijn de muren ongeschilderd, zonder decoratie. De volledige kerk is zeer sober. Ook het glas heeft zijn effect. Dit zorgt ervoor dat het binnen ook het buiten is. Hierdoor is het contrast minder groot.
Na de bouw veranderde men de kapel toch nog een beetje (niet meer te zien) tegen de wil in van de architect. Men plaatste zitbanken en echte glasramen. Juliaan Lampens, de architect kon hier helemaal niet om lachen, want het aspect van een sobere en minimalistische kapel was verdwenen. Hij weigerde dan ook er ooit maar 1 voet binnen te zetten.
Momenteel is de kapel door betonrot en achterstallig onderhoud echter in verval. De ver uitstekende vleugel die net het bijzonder aspect uitmaakt van dit ontwerp dient ondersteund te worden. Ook aan de binnenzijde zijn enkele verstevigingen aangebracht ter bescherming van de bezoekers. Dit geheel doet afbreuk aan de imposante architectuur van dit kunstwerk. Er is echter een restauratie in het vooruitzicht gesteld.
Een nieuwe studie heeft uitgewezen dat het gebouw in betere staat verkeert dan werd gedacht. In januari 2020 werden de gele stutten dan ook verwijderd en ziet de kapel er weer uit als vanouds.

## Legendes
- De krokodil. Iedereen die al eens de kapel van Kerselare heeft bezocht en een opmerkzaam oog heeft, heeft ongetwijfeld de krokodil opgemerkt. Deze legende gaat terug tot de baron van Pamel(e), Joos de Joigny. Hij was naar Jeruzalem vertrokken. Maar onderweg werd hij aangevallen door een krokodil. Hij aanriep Onze-Lieve-Vrouw en hij overwon de krokodil. Als dank bracht hij de krokodil mee naar huis en gaf hem als geschenk aan de kapel in Kerselare. Om zijn dank aan Maria krachtig te laten blijken liet hij zijn zoon, Jacob de Joigny, de kapel uitbreiden in 1570. Later werd de krokodil vervangen door een houten sculptuur van Van Biesbroeck. De echte krokodil zou in het bezit zijn van de Gentse universiteit.
- Het O.L.V-beeldje. Dit houten Mariabeeldje was in het bezit van een pastoor uit Volkegem. Na zijn dood lieten ze het ophangen in de kapel (1452). Maar in 1455 brandde de kapel helemaal af. Alles lag in as behalve het Mariabeeldje, dat stond nog overeind. Het beeldje werd een trekpleister. Nu kun je het nog steeds gaan bekijken tijdens de missen en daarbuiten. Het zit nu beschermd in een ander vernikkeld beeldje.